# Oost-Californië

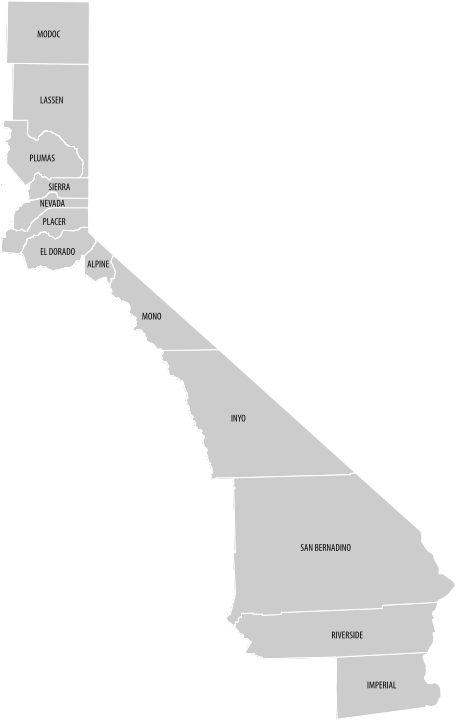
Kaart van de county's die de oostgrens van Californië vormen.

Oost-Californië (Engels: Eastern California) is een streek in de Amerikaanse staat Californië, gedefinieerd als ofwel het deel van de staat ten oosten van de Sierra Nevada, ofwel de meest oostelijk gelegen county's van Californië.
Het oosten van Californië verschilt aanzienlijk van de rest van de staat en van de stereotypen die ermee geassocieerd worden. Het noordoosten sluit sterker aan bij de cultuur van het zuidoosten van Oregon en het noordwesten van Nevada, terwijl het zuidwesten beter aansluit bij het westen van Arizona. Oost-Californië heeft historisch sterke banden met buurstaat Nevada. Zo hebben inwoners van het Californische Susanville in 1856 geprobeerd om zich bij Nevada aan te sluiten en Aurora (Nevada) is enige tijd zowel de hoofdplaats geweest van Mono County (Californië) en Esmeralda County (Nevada).
Oost-Californië is over het algemeen erg dunbevolkt (met uitzondering van het gebied rond Lake Tahoe) en is zoals de rest van het binnenland van het Amerikaanse Westen politiek conservatief. Sommige county's in de regio ten westen van Lake Tahoe maken deel uit van de agglomeratie van Greater Sacramento en de dichtbevolkte delen in het westen van zowel San Bernardino als Riverside County sluiten op hun beurt aan bij de Greater Los Angeles Area.
Hoofdstad: Sacramento
Regio's: Antelope Valley · Big Sur · Cascade Range · Central Coast · Central Valley · Channel Islands · Coachella Valley · Conejo Valley · Cucamonga Valley · Death Valley · East Bay · East County · Emerald Triangle · Gold Country · Greater Los Angeles · Grote Bekken · Imperial Valley · Inland Empire · Klamath Basin · Lake Tahoe · Los Angeles Basin · Lost Coast · Mojave · Mountain Empire · Noord-Californië · North Bay · North Coast · North County · Oost-Californië · Owens Valley · Oxnard Plain · San Francisco Peninsula · Pomona Valley · Sacramento Valley · San Bernardino Valley · San Diego–Tijuana · San Fernando Valley · San Francisco Bay Area · San Gabriel Valley · San Joaquin Valley · Santa Clara Valley · Santa Clarita Valley · Shasta Cascade · Sierra Nevada · Silicon Valley · South Bay (LA) · South Bay (SD) · South Bay (SF) · South Coast · Southern Border Region · Upstate California · Wine Country · Yosemite · Zuid-Californië
Metropolitane gebieden: Bakersfield · Chico · Fresno · Los Angeles-Long Beach-Glendale · Modesto · Napa · Oakland-Fremont-Hayward · Oxnard-Thousand Oaks-Ventura · Riverside-San Bernardino-Ontario · Sacramento-Roseville · Salinas · San Diego-Carlsbad-San Marcos · San Francisco-San Mateo-Redwood City · San Jose-Sunnyvale-Santa Clara · San Luis Obispo-Paso Robles · Santa Ana-Anaheim-Irvine · Santa Barbara-Santa Maria · Santa Cruz-Watsonville · Santa Rosa-Petaluma · Stockton · Vallejo-Fairfield · Visalia-Porterville · Yuba City
County's: Alameda · Alpine · Amador · Butte · Calaveras · Colusa · Contra Costa · Del Norte · El Dorado · Fresno · Glenn · Humboldt · Imperial · Inyo · Kern · Kings · Lake · Lassen · Los Angeles · Madera · Marin · Mariposa · Mendocino · Merced · Modoc · Mono · Monterey · Napa · Nevada · Orange · Placer · Plumas · Riverside · Sacramento · San Benito · San Bernardino · San Diego · San Francisco · San Joaquin · San Luis Obispo · San Mateo · Santa Barbara · Santa Clara · Santa Cruz · Shasta · Sierra · Siskiyou · Solano · Sonoma · Stanislaus · Sutter · Tehama · Trinity · Tulare · Tuolumne · Ventura · Yolo · Yuba
Portaal Californië